# Enrique Viloria Vera
Enrique Viloria Vera (Caracas, 1950-Porlamar, Isla de Margarita, 30 de julio de 2022) fue un poeta, crítico de arte, editor, abogado, y ensayista político venezolano.

## Biografía
Es abogado graduado de la Universidad Católica Andrés Bello, tiene una maestría en Administración Pública del Instituto Internacional de Administración Pública y un Doctorado en Derecho Público de la Universidad París. Fue director y fundador del SENIAT en Venezuela y director principal del FIV. Fue profesor de la Universidad Simón Bolívar, en la Universidad Metropolitana y en el Instituto de Estudios Superiores de Administración. 
En 1990 fue profesor invitado en la Universidad de Oxford y en Canadá en el año 2002. Ha sido columnista en El Diario de Caracas, El Universal, El Tiempo en Puerto la Cruz, Panorama en Maracaibo y la Tribuna en Salamanca.

## Trayectoria
En sus obras, Viloria Vera escribe del sentimiento de estar afuera de Venezuela y sobre la situación sociopolítica del país. Sobre esto, dice que la poesía  «es un refugio y una motivación, un bálsamo contra la soledad y el aislamiento. Te insufla ánimo y esperanza, es una válvula de escape y un arma contra la ignominia». También considera la escritura como «una necesidad vital, espiritual, si no escribo no existo. Conoces bien la angustia que produce la página en blanco y la satisfacción de la obra terminada».
En Genocidio bolivariano, Viloria Vera reúne 42 artículos que tratan la dramática situación que se vive actualmente en Venezuela. Esta nueva entrega denuncia los atropellos a la dignidad del pueblo venezolano, que esta carente de medicinas y de los servicios elementales de cualquier país moderno, además de los asesinatos, presidio político y el  masivo número de venezolanos fuera de su país.
El mismo autor define su poemario Poemas de la ignominia como «un compendia personal de ignominias prodigadas a diferentes sectores, grupos sociales por diferentes razones: sexo, condición económica o social, raza, ideología política. Es una denuncia contra una humanidad ciertamente menos humana y, en especial, contra un depredador socialismo del siglo XXI, que excluye, segrega, desprecia - a veces con impunidad -, a los menos favorecidos, a los condenados de la tierra, del mar, o del páramo, quienes mueren o sobreviven perpetuamente en el filo de la navaja»..

## Obras
- Poesía: Húmeda hendidura (1992)
- Bestiario Familiar (1993)
- Hora nona (1993)
- Catedral de piedra (1997)
- Entreverado (1997)
- Amímismo (1998)
- Extramuros (1998)
- Casa Blanca (1998)
- Signos de mi tiempo (1998)
- Virtual Virtual (1999)
- Libro del olvido (1999)
- Boca a boca, Boca Ratón (2000)
- Infanterías, (2000)
- Conjugaciones (2000)
- Deslave (2000)
- En Tres y dos (2001)
- Obituario (2001)
- Último Paseo (2002)
- Libro de actos (2002)
- Libro del silencio (2002)
- Mapas del Camino (2002)

## Premios
- Premio de la Academia Venezolana de Ciencias Políticas y Sociales.
- Premio Iberoamericano de Ensayo Alfonso Ortega Carmona
- Menciones de Honor en el Premio Municipal de Literatura (Mención Poesía) de Caracas y en la Bienal Augusto Padrón del Estado Aragua.
- Orden Andrés Bello (Banda de Honor) y el Gran Cordón de la Ciudad de Caracas.
- Premio al Mérito Académico en el área de Ciencias Políticas, Sociales y Administrativas en la Universidad Metropolitana.[5]